# Generalrat der Wirtschaft
Der Generalrat der Wirtschaft war ein kurzlebiges Gremium zur Beratung der Reichsregierung im nationalsozialistischen Deutschen Reich. Der Rat trat, laut Fritz Thyssen in seinem Buch „I paid Hitler“, nur zu einer Doppelsitzung am 20. September 1933 zusammen.

## Mitglieder
Mitglieder des Rates waren:
1. Gustav Krupp von Bohlen und Halbach
2. Albert Vögler
3. Carl Friedrich von Siemens
4. Fritz Thyssen
5. Kurt Freiherr von Schröder
6. Carl Bosch
7. Friedrich Reinhart
8. August Diehn (Generaldirektor des Deutschen Kalisyndikats)
9. August von Finck
10. Otto Christian Fischer (Präsident des Centralverbandes des Deutschen Bank- und Bankiergewerbes)
11. Carl Vincent Krogmann
12. Albert Hackelsberger
13. Carl Lüer
14. Herbert Backe
15. Eugen Böhringer (Direktor der Maximilianshütte)
16. Robert Ley
17. Hermann Reischle (Führer des Landhandels und der landwirtschaftlichen Genossenschaften)

## Rede Hitlers
Beim Treffen am 20. September 1933 hielt der neue Reichskanzler Adolf Hitler eine längere Rede, in der er unter anderem sagte:
„Zu allen Zeiten war das Schwert der Wegbereiter des Pfluges, war die Macht die Wegbereiterin der Wirtschaft. Das ist früher so gewesen und wird in Zukunft selbstverständlich ebenso sein“.